# Korfbal op de Wereldspelen 2001
Korfbal stond op het programma van de zesde editie van de Wereldspelen dat in 2001 in Akita, Japan plaatsvond.
Dit was de 5e keer dat korfbal op het programma van de Wereldspelen stond.

## Deelnemers
- Nederland (titelverdediger)
- Chinees Taipei
- Portugal
- België
- Groot-Brittannië
- Australië

## Groep A
| Land      | Wed | Win | Gel | Ver | DV | DT | +/− | Pnt |
| --------- | --- | --- | --- | --- | -- | -- | --- | --- |
| Nederland | 2   | 2   | 0   | 0   | 60 | 20 | +40 | 4   |
| Portugal  | 2   | 1   | 0   | 1   | 34 | 43 | −9  | 2   |
| Australië | 2   | 0   | 0   | 2   | 22 | 53 | −31 | 0   |

| Datum       | Land      | Score   | Land      |
| ----------- | --------- | ------- | --------- |
| 18 augustus | Nederland | 29 – 12 | Portugal  |
| 19 augustus | Australië | 8 – 31  | Nederland |
| 20 augustus | Portugal  | 22 – 14 | Australië |

## Groep B
| Land             | Wed | Win | Gel | Ver | DV | DT | +/− | Pnt |
| ---------------- | --- | --- | --- | --- | -- | -- | --- | --- |
| België           | 2   | 2   | 0   | 0   | 41 | 24 | +17 | 4   |
| Chinees Taipei   | 2   | 1   | 0   | 1   | 26 | 24 | +2  | 2   |
| Groot-Brittannië | 2   | 0   | 0   | 2   | 23 | 42 | −19 | 0   |

| Datum       | Land             | Score   | Land             |
| ----------- | ---------------- | ------- | ---------------- |
| 18 augustus | België           | 16 – 9  | Chinees Taipei   |
| 19 augustus | Groot-Brittannië | 15 – 25 | België           |
| 20 augustus | Chinees Taipei   | 17 – 8  | Groot-Brittannië |

## Knock-outfase

### Plaats 3 t/m 6
|  | Halve finale     | Halve finale   |    |                  | Derde plaats  | Derde plaats |
|  |                  |                |    |                  |               |              |
|  |                  |                |    |                  |               |              |
|  | Portugal         | 15             |    |                  |               |              |
|  | Groot-Brittannië | 12             |    |                  |               |              |
|  |                  |                |    |                  |               |              |
|  |                  |                |    |                  |               |              |
|  |                  |                |    |                  | Portugal      | 16           |
|  |                  | Chinees Taipei | 17 |                  |               |              |
|  |                  |                |    |                  |               |              |
|  |                  |                |    |                  | Vijfde plaats |              |
|  |                  |                |    |                  |               |              |
|  | Chinees Taipei   | 18             |    | Groot-Brittannië | 13            |              |
|  | Australië        | 12             |    |                  | Australië     | 12           |

### Finale
| Finale |           |    |
|        |           |    |
|        | Nederland | 22 |
|        | België    | 10 |

## Eindstand
| Plaats op ranglijst | Team             |
| ------------------- | ---------------- |
| Goud                | Nederland        |
| Zilver              | België           |
| Brons               | Chinees Taipei   |
| 4                   | Portugal         |
| 5                   | Groot-Brittannië |
| 6                   | Australië        |

| Kampioen van World Games 2001 |
| ----------------------------- |
| Nederland                     |